# ファールコルブ

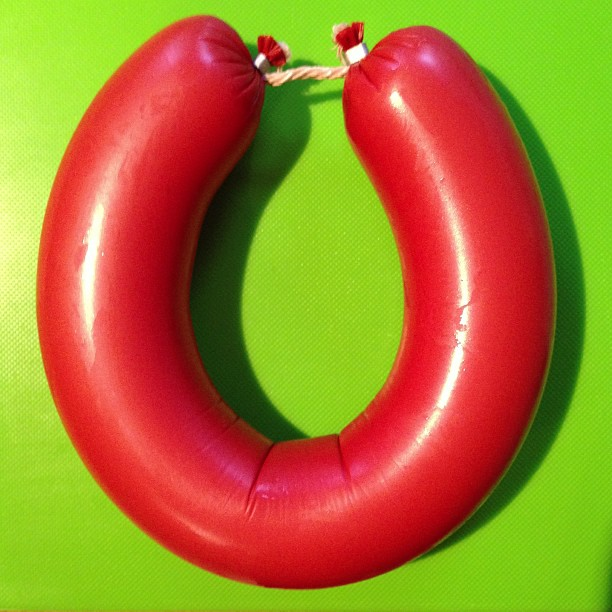
ファールコルブ

ファールコルブ（スウェーデン語: falukorv）は、スウェーデンで食されているソーセージ。スウェーデンで最も食べられているソーセージである。

## 概要

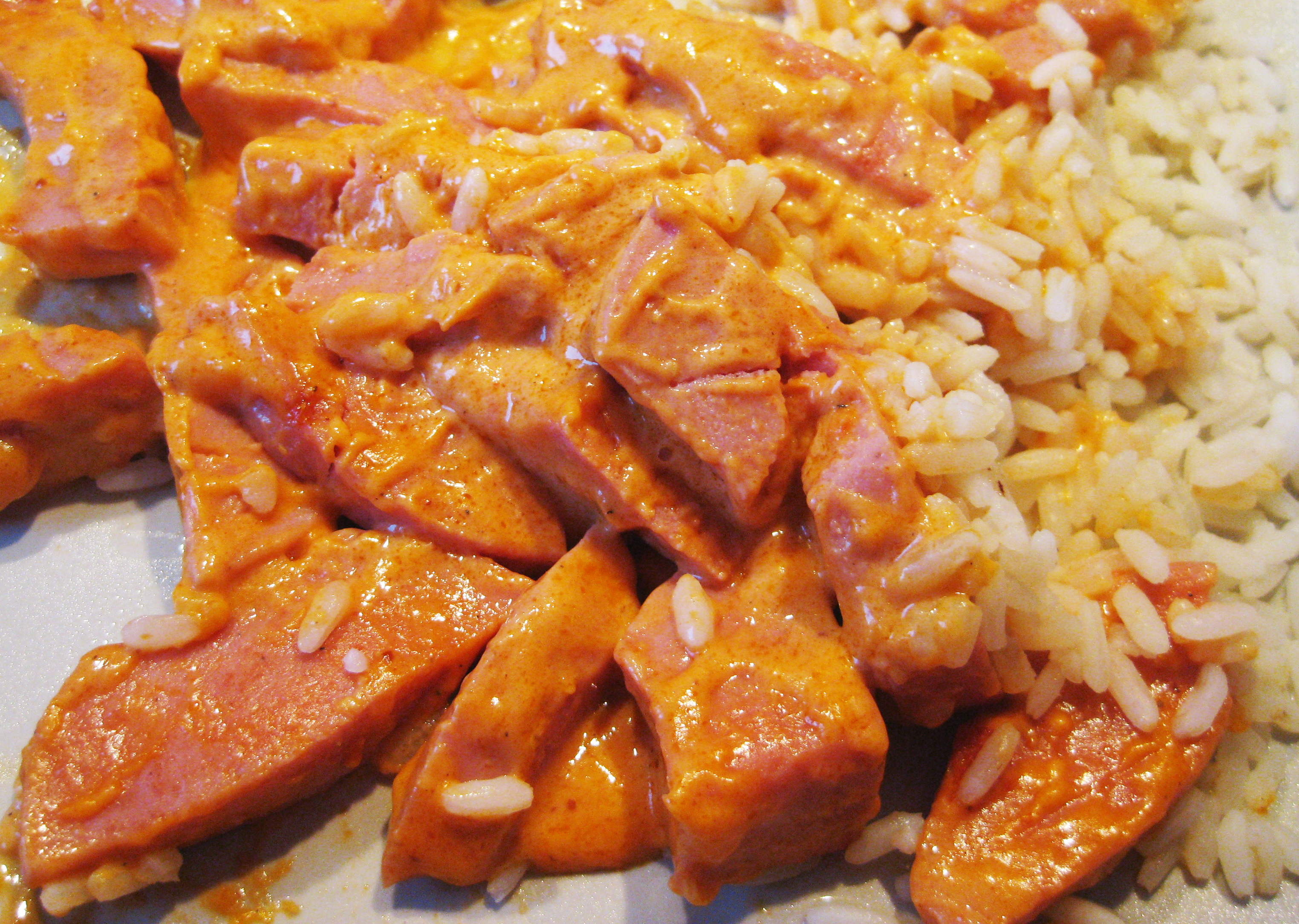
コルブストロガノフ

名称は「ダーラナ地方・ファールンのソーセージ（コルブ、korv）」の意味。
重さが1キログラム近くあり、大きな馬蹄のような形が特徴である。
ピッティパンナ、コルブストロガノフ、ファールコルブ・イ・ウグン（falukorv i ugn）など、ファールコルブを使用するレシピは数えきれないほどある。
皮は剥いて使用する。日本においては、見た目と食感が魚肉ソーセージに似ると説明されることもある

## 歴史
ダーラナ地方の鉱山では、牛や馬の革で作ったロープが使用されていた。革を得るときに出た肉は塩漬けや燻製にして保存されていた。1800年代にダーラナ地方に移住してきたドイツ人労働者たちが、スモークした牛肉によるソーセージの作り方を伝授し、これがファールコルブの始まりだとされる。
その後、このソーセージがストックホルムに流通するようになった際に、「ファールンのソーセージ」と呼ばれたことから、ファールコルブの名前が付いた。